# Berlinale 1957

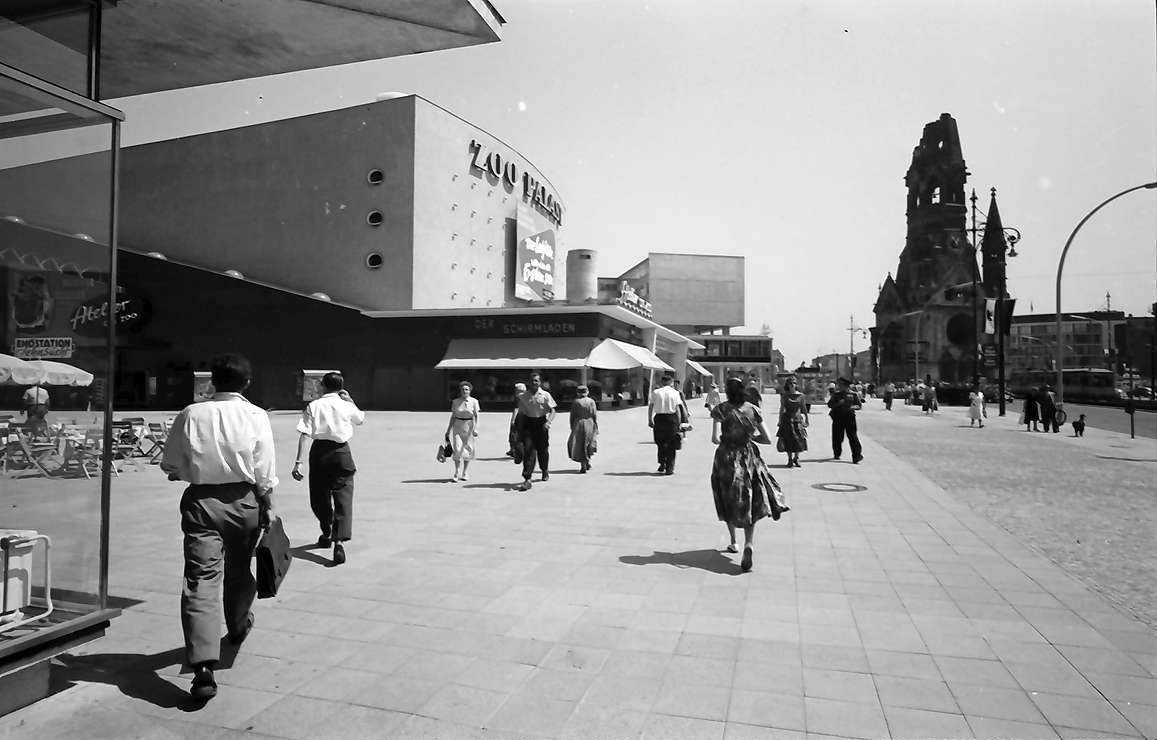
Zoo Palast et Kaiser Wilhelm Memorial Church à Berlin-Charlottenburg.

La Berlinale 1957 était la 7e Berlinale et s'est déroulée du 21 juin 1957 au 2 juillet 1957.

## Jury
- Jay Carmody (Président du jury), États-Unis
- Jean de Baroncelli, critique de cinéma, France
- John Sutro, Royaume-Uni
- Dalpathal Kothari, Inde
- Fernaldo Di Giammatteo, Italie
- Bunzaburo Hayashi, Japon
- Miguel Alemán hijo, Mexique
- Thorsten Eklann, Suède
- José María Escudero, Espagne
- Edmund Luft, Allemagne
- Ernst Schröder, acteur, Allemagne

## Films en compétition
Les films suivants sont en compétition pour l'Ours d'or et les Ours d'argent.
| Titre français                   | Titre original                     | Réalisateur          | Pays        |
| -------------------------------- | ---------------------------------- | -------------------- | ----------- |
| Douze Hommes en colère           | 12 Angry Men                       | Sidney Lumet         | E.U         |
| 1918                             | 1918                               | T. J. Särkkä         | Finlande    |
| Amanecer en puerta oscura (es)   | Amanecer en puerta oscura          | José María Forqué    | Espagne     |
| Arashi                           | Arashi                             | Hiroshi Inagaki      | Japon       |
|                                  | Brahim                             | Jean Fléchet         | Maroc       |
| Les derniers seront les premiers | Die Letzten werden die Ersten sein | Rolf Hansen          | Allemagne   |
| Le Costaud (ar)                  | El fatawa                          | Salah Abou Seif      | Égypte      |
|                                  | El hombre señalado                 | Francis Lauric       | Argentine   |
| Happiness                        | Felicidad                          | Alfonso Corona Blake | Mexique     |
| Hang Tuah                        | Hang Tuah                          | Phani Majumdar       | Malaisie    |
| Ingen tid til kærtegn            |                                    | Annelise Hovmand     | Danemark    |
| Jonas (de)                       | Jonas                              | Ottomar Domnick (de) | Allemagne   |
|                                  | 1000 Kleine Zeichen                | Herbert Seggelke     | Allemagne   |
| Les Secrets de la vie            | Secrets Of Life                    | James Algar          | E.U         |
|                                  | Kabuliwala                         | Tapan Sinha          | Inde        |
| L'Homme à l'imperméable          | L'Homme à l'imperméable            | Julien Duvivier      | France      |
| Tu es mon fils                   | La finestra sul Luna Park          | Luigi Comencini      | Italie      |
| Les Aventures d'Arsène Lupin     | Les Aventures d'Arsène Lupin       | Jacques Becker       | France      |
| Manuela                          | Manuela                            | Guy Hamilton         | Toyaume-Uni |
| It Was Not in Vain               | Nije bilo uzalud                   | Nikola Tanhofer      | Croatie     |
| Pères et Fils                    | Padri e figli                      | Mario Monicelli      | Italie      |
| The Girl from Corfu              | Protevousianikes peripeteies       | Yannis Petropoulakis | Grèce       |
| Sait-on jamais...                | Sait-on jamais...                  | Roger Vadim          | France      |
| Le Dernier Couple qui court      | Sista paret ut                     | Alf Sjöberg          | Suède       |
|                                  | Stevnemøte med glemte år           | Jon Lennart Mjøen    | Norvège     |
| Le Jardinier espagnol            | The Spanish Gardener               | Philip Leacock       | Royaume-Uni |
| La Petite Maison de thé          | The Teahouse of the August Moon    | Daniel Mann          | E.U         |
| Les Naufragés de l'autocar       | The Wayward Bus                    | Victor Vicas         | Russie      |
|                                  | Tizoc                              | Ismael Rodríguez     | Mexique     |
| The Valley of the Lost Soul      | Wang hun gu                        | Chun Yen             | Chine       |
| La Femme en robe de chambre      | Woman in a Dressing Gown           | J. Lee Thompson      | Royaume-Uni |

## Palmarès
- Ours d'or : Douze Hommes en colère de Sidney Lumet
- Ours d'argent du meilleur acteur : Pedro Infante pour Tizoc d'Ismael Rodríguez
- Ours d'argent de la meilleure actrice : Yvonne Mitchell pour La Femme en robe de chambre (Woman in a Dressing Gown) de J. Lee Thompson
- Ours d'argent du meilleur réalisateur : Mario Monicelli pour Pères et Fils